# Vaux-Champagne
 Vaux-Champagne  es una población y comuna francesa, en la región de Champaña-Ardenas, departamento de Ardenas, en el distrito de Vouziers y cantón de Attigny.
Está integrada en la Communauté de communes des Crêtes Préardennaises.

## Demografía
| 103 | 151 | 132 | 107 | 102 | 90 |
| Para los censos de 1962 a 1999 la población legal corresponde a la población sin duplicidades (Fuente: INSEE [Consultar]) |     |     |     |     |    |